# Megállók
A Megállók Szekeres Adrien 6. szóló stúdióalbuma. 2011. november 23-án jelent meg a mTon kiadó támogatásával. Az albumon a popdalok mellett klasszikus operaslágerek is találhatóak. Az albumon duettet énekel Balczó Péterrel.

## Dallista
1. Megállók
2. Menedék
3. Átutazók
4. Örök láng
5. Így szerettek ők
6. Így jó
7. Ezt a nagy szerelmet
8. Moon River
9. O mio babbino caro (Puccini)
10. Brindisi (Verdi) (duett Balczó Péterrel)
11. Addio del passato (Verdi)
12. Nessun Dorma (Puccini)
13. Lélekhajó

### Videoklipek
- Örök láng 2015

http://www.youtube.com/watch?v=dS6yzMTJrLk